# إيريكا رودس
إيريكا رودس (بالإنجليزية: Erica Rhodes)‏ هي ممثلة أمريكية، ولدت في 5 أبريل 1986 بنيوتن في الولايات المتحدة.

## وصلات خارجية
- إيريكا رودس على موقع IMDb (الإنجليزية)
- إيريكا رودس على موقع ميوزك برينز (الإنجليزية)
- إيريكا رودس على موقع قاعدة بيانات الفيلم (الإنجليزية)